# Shanga
Pour l’article homonyme, voir Shanga (langue).
Shanga est un ancien port situé au sud-est de l’île de Pate dans l’archipel de Lamu sur la côte est du Kenya. Shanga est considérée comme la plus ancienne installation musulmane sur la côte est-africaine et au sud du Sahara.

## Histoire
L’endroit était une station importante pour les marchands arabes et les navigateurs qui voyageaient le long de la côte africaine jusqu’en Inde. Il n’est mentionné dans aucun texte conservé hormis une courte citation dans la chronique de Pate. L’ensemble des informations proviennent de fouilles archéologiques qui ont été conduites pendant huit ans par Mark Horton et Richard Wilding à partir de 1980. Des débris de poterie antérieurs à la présence islamique indiquent un campement d’éleveurs de bétail d’Afrique noire et de contacts commerciaux avec l’Arabie du sud. De même, des poteries non vernies d’époque plus ancienne ont été découvertes dans les îles voisines et le long du fleuve Tana en 1989. À Shanga on distingue 41 sortes de débris différents de quatre époques distinctes. Que les éleveurs furent les premiers occupants de l’île, ne fait pour le moment l’objet d’aucun consensus établi.
Au VIIIe siècle le lieu est constitué de huttes rondes et entouré d’une fortification de bois. Deux mosquées adjacentes ont été découvertes datant de la période allant de 780 à 850, sous la plus ancienne des deux, une mosquée antérieure a pu être construite dès 675. Des trous de piliers y sont visibles, faisant penser à une structure en forme de tente. Des tombes plus anciennes indiquent une occupation permanente du site. Au total ce sont 25 rénovations qui seront effectuées sur la mosquée.
Le fait que le mur de la Qibla avec en son milieu une pierre symbolisant le Mihrab soit orienté dans la direction de Jérusalem, indique une construction antérieure à l’époque contemporaine de Mahomet. La mosquée des IXe et Xe siècles était faite de bois avant d’être reconstruite en pierre de corail et recouverte de chaux.
À cette époque des maisons rectangulaires et une fortification faite en bloc de corail ont été bâties. Des vestiges de maisons de pierre ont également été découverts en dehors des murs de la ville. Des monnaies d’argent datant du IXe siècle à l’effigie de dignitaires musulmans ont été trouvées à Shanga. D’autres monnaies, en usage pendant la période fatimide, datent de la fin du Xe siècle et du XIe siècle.
Les siècles suivants montrent une nette stagnation économique, seuls des bâtiments de bois seront construits. Les XIVe et XVe siècles correspondent à l’âge d’or du site, de nombreux nouveaux bâtiments seront érigés notamment en pierre de corail. Ce renouveau serait dû, selon l’historien portugais João de Barros, à l’arrivée de la tribu arabe des Qarmates qui aurait tenté d’y implanter son mode de gouvernement relativement libéral. La mosquée fut délaissée au début du XVe siècle. À partir de cette date, le site perd son intérêt portuaire pour les marchands arabes. De 1550 jusqu’au début du XVIIIe siècle, le centre religieux et commerçant de cette partie de la côte sera Lamu.
Les vestiges conservés des XIIIe et XIVe siècles se situent au sud-est de Siyu (où l’on trouve des maisons de pierre du XVe siècle). Ils comprennent environ 130 maisons, une grande et une petite mosquée et un palais. La ville était entourée d’un mur de fortification percé de cinq portes. Au-delà du mur se situe un cimetière de 300 sépultures.